# 第210回国会
第210回国会（だい210かいこっかい）とは、2022年（令和4年）10月3日に召集された臨時国会。会期は12月10日までの69日間。

## 各党・会派の議席数
| 計465、2022年（令和4年）12月10日時点 - 自由民主党 - 261 - 立憲民主党・無所属 - 97 - 日本維新の会 - 40 - 公明党 - 32 - 国民民主党・無所属クラブ - 10 - 日本共産党 - 10 - 有志の会 - 5 - れいわ新選組 - 3 - 無所属 - 5 - 欠員 - 2 | 計248、2022年（令和4年）12月10日時点 - 自由民主党 - 118 - 立憲民主・社民 - 40 - 公明党 - 27 - 日本維新の会- 21 - 国民民主党・新緑風会 - 13 - 日本共産党 - 11 - れいわ新選組 - 5 - NHK党 - 2 - 沖縄の風 - 2 - 各派に属しない議員 - 9 - 欠員 - 0 |

## 今国会の動き

### 召集前
- 8月10日 - 第2次岸田第1次改造内閣が発足。
- 8月18日 - 立憲民主党などの野党が細田博之衆議院議長と尾辻秀久参議院議長に臨時国会召集要求書を提出。
- 8月31日 - 碧水会が解散。
- 9月1日
  - 無所属の岸本周平衆議院議員が和歌山県知事選挙出馬のため議員辞職。
  - 無所属の嘉田由紀子参議院議員が国民民主党・新緑風会に入会。
- 9月20日 - 無所属の三上絵里参議院議員が立憲民主・社民に入会。
- 9月27日 - 無所属の米山隆一衆議院議員が立憲民主党に入党。
- 9月30日 - 公明党の熊野正士参議院議員が知人女性にセクハラをした疑いで議員辞職。

### 会期中
- 10月3日 - 召集。
  - この時点で、衆議院議員2人、参議院議員1人が欠員。
  - 開会式。
  - 衆議院と参議院の本会議で、岸田文雄内閣総理大臣が所信表明演説。
- 10月7日 - 熊野正士の辞職に伴い、参議院比例区にて次点の宮崎勝が繰り上げ当選。
- 10月25日 - 衆議院本会議で、野田佳彦元内閣総理大臣が安倍晋三の追悼演説[4]。
- 11月1日 - 日本維新の会の吉田豊史衆議院議員が同年の参院選の候補者に支援の見返りとして金銭を要求していたとして同党から除名。
- 11月18日 - 衆議院で10増10減の定数是正を行うための改正公職選挙法が、参議院本会議で可決、成立。
- 12月5日 - 参議院本会議で「新疆ウイグル等における深刻な人権状況に対する決議」が、れいわ新選組以外の与野党の賛成多数で採択[5][6]。
- 12月10日 - 会期末。法人等による寄附の不当な勧誘の防止等に関する法律（旧統一教会被害者救済法）が成立。なお、当日は土曜日であり、会期末処理のために衆参両院で本会議などが行われたが、土日に審議が行われるのは衆議院では1994年1月29日以来で約29年ぶり、参議院では2013年12月7日以来で約9年ぶりだった[7]。